# Truco argentino
El truco argentino es un juego de naipes jugado principalmente en Argentina, Uruguay, Paraguay y regiones de Bolivia, Chile y Brasil, el cual se juega desde la época colonial tal y como consta en registros históricos; su introducción y difusión en estas tierras se remonta a aquellas tandas de colonizadores europeos, que sería el reventón de todas las tabernas del país una vez que pisen suelo argentino. Este juego es una de las variantes del truco (joc del truc, en valenciano), originario de la Comunidad Valenciana (España). También es popular en los pueblos de Galicia, donde lo introdujeron los gallegos retornados después de haber vivido en Argentina. Tiene ciertas similitudes con el póquer en cuanto a la posibilidad de realizar estrategias mediante engaños, más allá de que las probabilidades asociadas a la mano de un jugador están establecidas matemáticamente.
El truco en Argentina en la época colonial se podía jugar "con muestra" o "sin muestra". La muestra es una carta que cambia el valor de algunas cartas para el desarrollo del puntaje en el juego, tanto en el envido como en el truco, así como en la flor. Hoy en día, esta variante está limitada a ciertos círculos sociales que aún la cultivan y, especialmente, a una zona del Litoral argentino; es similar, aunque con diferencias, al truco venezolano, al truco uruguayo y al "truco com mostra" de Río Grande del Sur.
El juego consiste en un "partido" en el cual los jugadores se enfrentan, y gana el primer jugador o equipo de jugadores que llega a un número determinado de puntos, que suele ser 15 o 30, según lo determinen los participantes previamente. También suele utilizarse la modalidad del "mejor de tres", donde el jugador ganador o equipo ganador del partido es el que gana dos "chicas" de 15 o 30 puntos, en una modalidad equivalente a los "sets" de los partidos de voleibol o tenis.
Un partido de truco consta de varias "manos" o rondas, en las cuales las cartas se reparten, los jugadores suman puntos y luego las cartas se vuelven a mezclar. Los puntos se suman venciendo al rival en cada mano o bien logrando que el rival rechace un desafío, ya que el juego se basa en jugar las cartas y a la vez desafiarse mutuamente y así acordar cuántos puntos estarán en juego en cada enfrentamiento. En el caso de que se cante envido y luego falta envido no querido, corresponden 2 puntos. En caso de empatar el envido el jugador con la "mano" gana. La mano corre del primer jugador que recibió la carta al último que la recibió. En caso de ser truco de 6 o pareja, el jugador más cerca del mazo hacia la izquierda es mano.
El juego tiene una series de normas y una de las más disputadas es si se puede "cantar" truco al cuatro, ya que en el juego se puede sin problemas por lo que no hay que tener cuidado a la hora de "cantar".
El envido es una apuesta que debe realizarse al principio de la mano, antes que el truco. Gana el envido el jugador que tenga dos cartas del mismo palo con mayor valor. El jugador solo puede cantar envido antes de soltar la carta en la mesa.
Una vez aceptado el envido, no se puede cantar real envido ni falta envido. En caso de Empate Mano mata a Pie.

## Diferentes modalidades de juego
Cuando solo dos jugadores se enfrentan se denomina «mano a mano». El juego en equipos se hace entre dos parejas o entre equipos de tres jugadores, modalidad llamada, «punta y hacha» «pica pica» «tres puntas» o «sexto».
También existe un modo de jugar entre tres personas, llamado «pata de gallo» (en referencia a sus tres dedos principales, o también a las antiguas riñas de gallo). En esta modalidad se enfrentan un equipo de dos (igual modo/a) y el «pie», quien baraja y da las cartas. El equipo recibe tres cartas por jugador, mientras que el «pie» recibe cuatro, de las que deberá elegir tres y descartar una antes del inicio de juego. Finalizada la mano cambia el «pie» y el equipo, manteniendo la estructura y modo anterior descrito. Respeta las reglas generales del truco, pero en el modo gallo los puntos obtenidos por el equipo (tantos) se anotan individualmente en igual número de puntos obtenidos. La puntuación obtenida por el «pie» (jugador solitario) son propios y no se suman al otro jugador cuando rota en el juego como equipo. El juego termina cuando uno de los tres jugadores llega a 30 puntos.

### Juego de a dos o cuatro
El truco se juega con una baraja española sin ochos, nueves, ni comodines, para jugar de a dos o cuatro se pueden retirar los dieces. Un partido de truco consta de varias "manos" o rondas, en las cuales las cartas se reparten, los jugadores suman puntos, y luego las cartas se vuelven a mezclar. A su vez, cada mano consta de dos partes o subjuegos independientes en los cuales se suman puntos, la primera llamada "envido" o "tanto", que se juega y suma puntos sólo si uno de los jugadores lo propone antes de que el otro jugador se vaya al mazo, y la segunda llamada, justamente, "truco". La cantidad de puntos repartidos al ganador de cada subjuego depende de las propuestas o desafíos hechos por los jugadores y si éstas son aceptadas por los demás.
Las cartas tienen una jerarquía determinada, y solo pueden ganarle a una carta de menor jerarquía. Además, las cartas tienen un puntaje determinado, que es empleado en el envido. El puntaje de una carta coincide con su valor nominal excepto para los dieces, los onces, y los doces, para las cuales su valor es cero. Al puntaje obtenido de sumar las dos cartas del mismo palo, se le suman 20 puntos.
Por último, existen señas popularmente conocidas para comunicar al compañero de juego en un partido de equipo con qué cartas se cuenta.
A continuación se listan las cartas en orden jerárquico con su seña.
| Cartas                   | Seña                                           |
| ------------------------ | ---------------------------------------------- |
| Ancho de espadas         | Levantar cejas                                 |
| Ancho de bastos          | Guiñar el ojo derecho                          |
| 7 de espadas             | Mover labio del lado Derecho                   |
| 7 de oros                | Mover labio del lado Izquierdo                 |
| 3 (todos)                | Morder el labio inferior                       |
| 2 (todos)                | Fruncir los labios hacia adelante/Beso al aire |
| 1 de copas y 1 de oros   | Abrir la boca                                  |
| 12 (todos)               | Enrularse el pelo o tocarse el hombro.         |
| 11 (todos)               | Tocarse el ojo o el codo.                      |
| 10 (todos)               | Guiña de ojo izquierdo*                        |
| 7 de copas y 7 de bastos | Cerrar los ojos                                |
| 6 (todos)                | Cerrar la boca                                 |
| 5 (todos)                | Sonarse los dedos                              |
| 4 (todos)                | Mover la carta                                 |

### Envido
El puntaje del envido, o tanto, se calcula de la siguiente forma: envido, real envido o falta envido no querido es un punto. Si se poseen dos o más cartas de igual palo, el tanto equivale a la suma del puntaje de dos cartas del mismo palo elegidas por el jugador más veinte puntos (10, 11 y 12 no suman). Si se ganó el tanto, al finalizar la mano el jugador ganador del envido debe mostrar que efectivamente tiene los puntos expresados. Si no llegara a mostrarlo, y alguien del equipo rival lo señala, los puntos pasarán al rival por no demostrar que efectivamente tenía los tantos cantados.
Reglamento de la falta envido: Si ambos equipos estan en las "malas" el ganador se lleva el partido o "chico" (si es a mejor de 3); si ya hay un equipo en las "buenas" y otro en las "malas" el puntaje siempre es lo que le falta al equipo puntero. Aplica el mismo criterio si ambos equipos estan en las "buenas".
El jugador que haya jugado su carta no podrá cantar envido, salvo que sea para responder al envido cantado por el rival.
Si se canta mal los tantos del envido o en caso de que el ganador mienta con sus tantos, perderá automáticamente los puntos que se hayan jugado en el envido. En ambos casos se le sumarán los puntos del envido al contrincante. Si el que canta mal los puntos no es el ganador pero su compañero si, ganan los puntos, ya que sus tantos quedaron superados y no están más en juego. y es el único que tiene la obligación de mostrar los tantos antes de irse al mazo para ganar la mano de envido. 
Si se poseen tres cartas de diferente palo y el juego es sin flor, el tanto equivale al de la carta de mayor valor. En caso de que los dos jugadores tengan el mismo puntaje de envido, gana el jugador que sea mano, es decir, el que este más cerca del mazo hacia izquierda (quien tenga el mazo a la izquierda).
En el truco de parejas, si el resultado del envido queda resuelto despues de cantarse solo los puntos de envido de los tres primeros jugadores, el cuarto jugador no queda obligado a cantar sus puntos de envido ya que el envido ya esta finalizado. Por ejemplo, digamos que hay cuatro jugadores, A, B, C y D. El jugador A es mano, canta envido, y el equipo contrario acepta. El jugador A es el primero en cantar sus puntos de envido, diciendo "22". Despues el jugador B dice "28", y el jugador C dice "Son Buenas". Tras esto, el envido queda finalizado y el jugador D no esta obligado a decir nada. Es mas, el jugador D podría tecnicamente decir "31" o cualquier otro número, aunque no lo tenga, ya que el envido ya esta finalizado. Los puntos de envido que se deben comprobar tras terminar la mano son los puntos del jugador B.
|        | Puntaje menor | Puntaje mayor |
| ------ | ------------- | ------------- |
| Envido | 20            | 33            |
| Flor   | 26            | 38            |

Si el rival canta truco el contrario puede cantar "el envido esta primero", siempre y cuando no esten jugadas las primeras 4 cartas.
Muchos consideran válida la siguiente norma: La respuesta "el envido está primero"solo puede efectuarse cuando no se han tirado todas las cartas de la primera mano, y tiene la particularidad ser válida incluso si la formula un jugador o equipo que ya ha tirado su primera o primeras cartas. Es decir en el caso de cantarse truco sin haber jugado la primera carta, se habilita al oponente a cantar envido aunque éste ya haya jugado su primera carta.

### Reparto
Antes de iniciar el juego el jugador con turno de repartir mezcla las cartas, pide "corte" de mazo al jugador de su izquierda (equipo contrario) y procede a repartirlas, de a una por vez y avanzando hacia su derecha, entregando en total tres cartas a cada jugador.

### Juego
Empieza jugando el jugador mano, es decir, el de la derecha del que barajó y quien recibió la primera carta. Este puede bajar una carta sin cantar o, antes de bajar, cantar Envido, Real Envido, Falta Envido, Flor, o Truco.
Un juego consiste tres enfrentamientos, lo gana quien gane dos de ellos. Cuando la persona que es mano tira una carta a la mesa, su contrincante inmediato derecho hace lo propio, así toda la ronda, tres veces a lo sumo. Ahora bien, el truco propiamente dicho debe ser explicitado, ya que si no el ganador de ese enfrentamiento se llevará un solo punto. El truco puede ser cantado por la persona que es mano o por su contrincante cuando el primero reparte una carta sin decir nada. Una vez aceptado el truco no se puede utilizar el envido.
En el caso de un empate, se procede de esta manera: 
| Ganador del primer enfrentamiento | Ganador del segundo enfrentamiento | Ganador del tercer enfrentamiento | Ganador |
| --------------------------------- | ---------------------------------- | --------------------------------- | ------- |
| A                                 | B                                  | Empate                            | A       |
| A                                 | Empate                             | -                                 | A       |
| Empate                            | A                                  | -                                 | A       |
| Empate                            | Empate                             | A                                 | A       |
| Empate                            | Empate                             | Empate                            | Mano    |

En caso de que los jugadores empaten en el último punto (29 a 29), si una pareja llega a los 30 puntos con el envido, el cual se juega antes que el truco, resultará el ganador y el truco no se tiene en cuenta.

### Tantos
Estos solo pueden ser jugados en la primera mano, ya que de forma que sea en la 2da o 3ra no podrá cantarse.
En caso del envido los jugadores con el derecho a cantarlo serán los pie de cada equipo (3v3 o 2v2), de lo contrario este no será dado por alto a no ser que un pie lo cante. en el 1v1 cualquiera puede cantarlo.
En caso de la flor, solo puede cantarlo aquel que tenga dicho juego, si un jugador lo canta y al final de la partida resulta que no la tenía, los respectivos puntos serán cedidos al adversario.

### Envido
De presentarse el pie a rendir el envido, el primer jugador en decir su tanto es el "mano" de la ronda, pudiendo cantar un compañero antes, lo que no invalida sus puntos. El siguiente jugador en cantar es el más cercano del equipo contrario que, en caso de no superarlo debe decir "me paso" dejar al siguiente jugador de su equipo cantar su tanto; de poder superarlo, indica su puntaje o puede decir «las mías son mejores» y corresponde a sus rivales superarlo en orden. Eventualmente, el pie de alguno de los equipos tendrá que cantar sus tantos y si no puede superarlo concluye en que «son buenas». De haber un empate entre 2 jugadores de distintos equipos, el jugador mano será quien gane. El jugador que diga "son buenas" sea quien sea mano o pie, cerró el juego.
En una ronda de Envido por parejas (Jugador 1 y Jugador 3 contra Jugador 2 y Jugador 4), cada jugador anuncia en orden antihorario la suma de sus dos mejores cartas o “se pasa” si no quiere mostrarla; por ejemplo, Jugador 1 (mano) dice “7”, Jugador 2 empata y dice “me paso”, entonces Jugador 4 anuncia “25” y finalmente Jugador 3 cierra con “26”, quedando ese valor como el punto más alto sin más respuestas posibles, de modo que la pareja de Jugador 1 y Jugador 3 gana el Envido con 26 puntos.
Si un jugador tiene mas envido que el jugador previo, y su envido podría cambiar el resultado del envido, este jugador se ve obligado a revelar su número de envido aunque no piense que vaya a ganar con este número.
Si al terminar las cartas no fueron mostrados en mesa. En el caso de que no coincidan con los dados durante el envido, se pierden automáticamente.
| Envido                      | 2                            |                           |                                 |                                      |
| Real envido                 | 3                            |                           |                                 |                                      |
| Envido, envido              | 4                            |                           |                                 |                                      |
| Envido, real envido         | 5                            |                           |                                 |                                      |
| Envido, envido, real envido | 7                            |                           |                                 |                                      |
| Falta envido                | Estado de la partida         | Tantos en juego           | Resultado si gana puntero       | Resultado si gana colista            |
| Falta envido                | Ambos en malas (< 15, < 15)  | Partido completo          | Gana el chico (termina partida) | Idem (gana el chico)                 |
| Falta envido                | Uno en buenas, otro en malas | 30 − (puntos del puntero) | Gana el chico (termina partida) | Suma los tantos faltantes al puntero |
| Falta envido                | Ambos en buenas (≥ 15, ≥ 15) | 30 − (puntos del puntero) | Gana el chico (termina partida) | Suma los tantos faltantes al puntero |

Por única vez, un envido puede repetirse a continuación de otro envido.
Si el envido se quiere, el ganador gana los puntos acumulados en la apuesta, excepto si se cantó «Falta Envido».
Variante del Litoral: A dos «Falta Envido». Si los dos equipos o participantes están en las malas, el puntaje obtenido por el ganador corresponde a lo que le falta al equipo que más puntos tiene para entrar a las buenas.
Si el envido no se quiere, y si en ningún momento se elevó la apuesta, el ganador gana un punto. En cambio, si en algún momento se elevó la apuesta, el ganador gana los puntos acumulados de todas las apuestas, exceptuando la última.
|                                           | Puntos si se quiere | Puntos si no se quiere |
| ----------------------------------------- | ------------------- | ---------------------- |
| Envido                                    | 2                   | 1                      |
| Real envido                               | 3                   | 1                      |
| Falta envido                              | *                   | 1                      |
| Envido, envido                            | 4                   | 2                      |
| Envido, real envido                       | 5                   | 2                      |
| Envido, falta envido                      | *                   | 2                      |
| Real envido, falta envido                 | *                   | 3                      |
| Envido, envido, real envido               | 7                   | 4                      |
| Envido, envido, falta envido              | *                   | 4                      |
| Envido, real envido, falta envido         | *                   | 5                      |
| Envido, envido, real envido, falta envido | *                   | 7                      |

(*) En el falta envido los puntos se cuentan de diferente forma dependiendo si se está en las buenas o las malas. En las malas es el partido. Si estuviesen en las buenas o solamente uno de los rivales estuviese, entonces se adjudican los puntos que le faltan para ganar al que va venciendo (por consiguiente gana el partido si venció quien está arriba en el marcador).

### Flor
Es un modo opcional para ganar puntos. Antes de iniciar la partida debe acordarse si se utilizará o no. Básicamente, la «flor» se logra cuando alguno de los jugadores tiene 3 cartas (es decir, toda su mano) del mismo palo. Su nombre proviene del aspecto, similar a los pétalos de una flor, que tienen las tres cartas al ser sostenidas en la mano.
A diferencia del envido o el truco, una vez cantada la flor no puede ser aceptada por el contrincante, a menos que éste también tenga flor (debe ser cantada en el acto, por el contrario perderá la posibilidad de hacerlo en un futuro). En ese caso se cuentan los puntos de cada jugador de la misma forma que en el envido. En caso de que un jugador no cante la flor y se den cuenta los rivales, se le concederán los puntos al rival. 
|                      | Puntos |
| -------------------- | --- |
| Flor                 | 3 |
| Flor                 | 4 (al ganador)                                                                                                |
| Contra flor          | 6 |
| Contra flor al resto | Lo que le falte sumar al oponente para completar los puntos del chico en el que se encuentre (buenas o malas) |

### Truco
Para sumar un punto más, es posible cantar «truco». Se puede cantar truco antes del envido y el rival puede responder de cuatro formas:
- Quiero, aceptando el desafío.
- No quiero, rechazando el desafío, y perdiendo la ronda.
- Quiero retruco, elevando la apuesta un punto más.
- Envido, Si no se han jugado las 4 cuartas de la primera ronda, el rival puede cantar envido, real envido o falta envido. Postergando, el truco, post decisión.

Si el rival canta «retruco», se puede responder de tres formas:
- Quiero, aceptando el desafío.
- No quiero, rechazando el desafío, y perdiendo la ronda.
- Quiero vale cuatro, elevando la apuesta un punto más.

Si se canta «vale cuatro» solo hay dos respuestas posibles:
- Quiero, aceptando el desafío.
- No quiero, rechazando el desafío, y perdiendo la ronda.

|             | Puntos si se quiere | Puntos si no se quiere |
| ----------- | ------------------- | ---------------------- |
| Truco       | 2                   | 1                      |
| Retruco     | 3                   | 2                      |
| Vale cuatro | 4                   | 3                      |

## En la cultura popular
La popularidad de este juego ha hecho que sea mencionado en numerosas obras artísticas, así como campañas publicitarias. Un ejemplo de lo primero es el poema que en honor a este juego escribiese Jorge Luis Borges en Fervor de Buenos Aires.
También es nombrado en la canción "¿Qué ves?", del grupo de rock argentino Divididos: "Falta envido y truco, chiste nacional".
El grupo metalero Almafuerte en su disco homónimo tiene en tapa una "Flor de espadas", también nombrada en el primer tema de dicho álbum, "Mano Brava".
La expresión argentina "cuatro de copas" alude a una persona sin importancia, ya que los cuatros son las cartas de menor valor en el truco y entre ellas el cuatro de copas es la menos útil.

## Glosario

### Expresiones
- Matar: Tirar una carta mayor de la que hay sobre la mesa.
- Ir: Jugar un naipe de baja jerarquía. (voy a vos)
- Poner: Jugar un naipe de alta jerarquía. (pongo, vení a mí, vení)
- Empardar: Empate.
- Hacer primera: Asegurar la primera mano.
- Estar cargado: Poseer naipes valiosos.
- No haber pie: El pie no tiene cartas altas para hacer primera.
- Tener alquilado: Cuando al jugador le toca cartas altas muy seguido.
- Mazo: Cuando el jugador tiene cartas de muy bajo valor (me voy al mazo).
- Revolear: Cuando el jugador tiene cartas de bajo valor y arriesga el partido pudiendo perderlo
- Cantar: enunciar y proponer al oponente jugar al por el envido o el truco.

### Denominaciones
- Tantos: Los puntos del envido.
- Malas: Cuando se juega a treinta puntos, y un jugador está por debajo de los quince, se dice que está en las malas.
- Buenas: Cuando se juega a treinta puntos, y un jugador está por arriba de los quince, se dice que está en las buenas.
- Mentira o primera: Envido.
- Rabón o

El falta envido no cuenta en la primera ronda de la partida --- Truco / retruco).
- Rabón: Sinónimo de Truco (ejemplo: "¿tenés para el rabón?" significa si tiene cartas valiosas como para jugar al truco).
- Estoy ciego: No tengo cartas valiosas para el truco.
- Paso: Ya no juego en esta mano (se colocan las cartas que aún no se jugaron cara abajo).
- ¿Hay pie?: Es cuando el mano le pregunta al pie si tiene cartas altas para hacer primera.
- Pie: Es cuando el pie le responde al mano que si tiene cartas altas para hacer primera.
- Mano a mano: Partido de dos jugadores.
- Pica Pica, Guerrillas, Punta, Puntazo: en el caso de jugar en equipos de tres personas (6 jugadores), luego de las primeras 5 malas y hasta las últimas 10 buenas, se juegan manos intercaladas contra el jugador que cada oponente tiene al frente.

Existe otra variante al denominado "Pata de Gallo" o truco de tres, que se denomina "Destantado" (en referencia a los tantos o puntos) y que, incluso, es más competitivo y, en cierta forma, más emocionante. Consiste en lo siguiente: en este caso, cada jugador juega por su cuenta. La diferencia principal con el resto de las modalidades del juego de truco es que a cada jugador, antes del comienzo del partido, se le reparten diez (10) puntos o "porotos". Las manos se desarrollan de forma normal y si uno de los tres jugadores dice "envido", los otros dos pueden aceptar o no. En caso de aceptar solo uno de ellos y perder ante el que cantó, el ganador pasa los dos (2) tantos o puntos de su "montón" al perdedor; por consiguiente el ganador del envido queda con ocho (8) puntos en su haber y el perdedor con doce (12). Con la mano del truco o "rabón" se procede de igual forma. En caso de que cualquiera de los tres cante envido o truco y no sea aceptado por sus contendientes, el punto ganado va a parar a un pozo común que no tiene ningún valor. Por el contrario, si ambos contendientes deciden aceptar el convite, el ganador de la ronda (de envido o truco) pasa igual cantidad de tantos como haya ganado a cada uno de sus rivales. Ejemplo: si se gana el envido, son dos puntos para cada uno de los perdedores (en caso que ambos hayan aceptado), es decir que se deshace de cuatro (4) puntos. Como el nombre del juego lo indica, el primero que logra deshacerse de todos los tantos es el ganador de la partida. En esta modalidad la "falta envido", solo, vale seis (6) puntos; el resto de puntos es igual al truco común que, como se ha explicado, se duplican si ambos jugadores aceptan el convite del que cantó.